# Kebarie
Kebarie  je mladinski roman slovenske pisateljice Janje Vidmar, ki je izšel leta 2010.

## Vsebina
Mladinski roman z naslovom Kebarie je poimenovan po glavni junakinji Kebarie. Deklica Kedi, tako so jo poimenovali njeni domači, živi v romskem naselju in je zelo navezana na svojega dadeta (romski izraz za očeta). Ta ji predstavlja nekakšen simbol pravičnosti in ji daje občutek topline, zaupanja in očetovske ljubezni.
V romskem jeziku Kedi pomeni brati. Deklica bere tekoče, kar pa za njene družinske člane ne velja. Je zelo razigrana, polna domišljije, strpna do svojih sošolcev in zgovorna. Rada pove svoje mnenje ne glede na posledice, ki sledijo. V zgodbi nastopajo še njeni sošolci: Urška, Špela, Ula, Frelih, Aljaž ter učiteljica Erika. Njen romski prijatelj Pužo rad riše, zato si želi postati slikar. Kebi verjame v pravljice, ki ji jih je oče pripovedoval vsak večer. Težko sprejme dejstvo, da očeta ni in da tudi njenega princa na belem konju nikoli ne bo. Težko razume, kako je oče pripovedoval pravljice, čeprav ni znal brati. Ko ji mama pove, da je oče v zaporu, prestrašena razmišlja, da so v zaporu »lopovi, pijanci in cigani«. Slepo prepričanje, da so na svetu samo dobri ljudje, zlomi neprijeten dogodek, ki se zgodi, ko se romske deklice namažejo z zemljo in se igrajo »umazane ciganke«. Žalost in misel na očeta omili brat Arhim, ko se vrne domov in obljubi, da bo skrbel za družino.
Zgodba zajema triindvajset dni, ki so označeni z besedo slovenskega in romskega jezika (npr. ponedeljek/pondiljak, sreda/srida ...). Odvija se v šoli, doma v romskem naselju ter na domu Kedinega sošolca Freliha.

## Zbirka
Zbirka Prva z(o)renja; (izdana pri založbi Miš)

## Ocene in nagrade
Knjiga je prejela znak za kakovost otroških in mladinskih knjig zlata hruška, ki jo podeljuje Pionirska - center za mladinsko književnost in knjižničarstvo pri Mestni knjižnici Ljubljana.
Avtorica je leta 2013 za roman prejela tudi nagrado desetnica.